# Westerkulla gård
Westerkulla gård är en herrgård i östra Vanda i det finländska landskapet Nyland.

## Historia
Westerkulla gård bildades 1626 genom sammanslagning av tio hemman, donerade till Reinhold Wunsch. Gården, som senare ägts av bland andra släkterna Rosenhane, Burtz, Armfelt, Anckarsvärd, Hagelstam, Sivén och (sedan 1924) Thuring, åtnjöt säterifrihet från 1633, reducerades 1683 och ombildades till säterirusthåll samt köptes till skatte 1797. 
Byggnaderna på gårdscentrum förstördes i en häftig eldsvåda 1826 då en krutkällare exploderat. Efter branden byggdes en ny huvudbyggnad, och 1875 uppfördes ett hus i närheten så att byggnadernas fasader på trädgårdssidan kom i linje med varandra. Byggnaderna förenades 1915, enligt ritningar av arkitekt Jarl Eklund, till ett ståtligt corps-de-logi. Gårdens totalareal är i dag omkring 350 hektar, varav 180 hektar åker.
Från Westerkulla gård har utbrutits det område på vilket stadsdelen Västerkulla är belägen.